# جيم إيرفاين
جيم إيرفاين (بالإنجليزية: Jim Irvine)‏ هو لاعب هوكي الحقل أسترالي، ولد في 2 ديسمبر 1948 في سيدني في أستراليا.

## وصلات خارجية
- جيم إيرفاين على موقع أوليمبيديا (الإنجليزية)
- جيم إيرفاين على موقع اللجنة الأولمبية الأسترالية (الإنجليزية)